# قرار مجلس الأمن التابع للأمم المتحدة رقم 187
قرار مجلس الأمن التابع للأمم المتحدة رقم 187، الذي أتخذ بالإجماع في 13 مارس 1964، بعد الاستماع إلى ممثلين من قبرص واليونان وتركيا وقلق عميق إزاء التطورات في المنطقة، وأشار المجلس بتأكيدات من الأمين العام أن قوة حفظ السلام في قبرص في طريقها إلى هناك.
وأكد المجلس من جديد دعوته لجميع الدول الأعضاء للامتثال لالتزاماتها بموجب الميثاق وطلب إلى الأمين العام أن يواصل جهوده.